# 佐賀県道308号小侍多久原線
佐賀県道308号小侍多久原線（さがけんどう308ごう こざむらいたくばるせん）は、佐賀県多久市を通る一般県道である。

## 概要
多久市北多久町大字小侍から多久市北多久町大字多久原に至る。国道203号の旧道に相当する。

### 路線データ
- 起点：佐賀県多久市北多久町大字小侍（国道203号交点）
- 終点：佐賀県多久市北多久町大字多久原（多久市多久原交差点、国道203号交点）

## 地理

### 通過する自治体
- 多久市

### 交差する道路
| 交差する道路           | 交差する場所       | 交差する場所              |
| ---------------------- | ------------------ | ------------------------- |
| 国道203号              | 北多久町大字小侍   | 起点                      |
| 佐賀県道24号武雄多久線 | 北多久町大字小侍   | 莇原南交差点              |
| 国道203号              | 北多久町大字多久原 | 多久市多久原交差点 / 終点 |

### 沿線
- JR九州唐津線 多久駅